# العريف (نعمان)

تعديل مصدري - تعديل

العريف هي إحدى قرى عزلة الجدير بمديرية نعمان التابعة لمحافظة البيضاء، بلغ تعداد سكانها 258 نسمة حسب تعداد اليمن لعام 2004.